# Madre notte
Madre notte (Mother Night, 1961) è un romanzo dello statunitense Kurt Vonnegut. Dal libro nel 1996 è stato tratto il film Confessione finale, diretto da Keith Gordon e interpretato da Nick Nolte, Alan Arkin e Sheryl Lee.

## Trama
Howard W. Campbell Jr. è rinchiuso nel carcere di Gerusalemme in attesa di processo per crimini di guerra, con l'accusa di propaganda nazista, e qui scrive i suoi ricordi e le sue riflessioni. All'età di undici anni, nel 1923, va a vivere con la sua famiglia in Germania subito dopo la prima guerra mondiale e vi rimane anche dopo la presa del potere da parte di Hitler. Commediografo di successo, diventerà in seguito la voce della propaganda nazista in lingua inglese. Ma la sua è una scelta politica o piuttosto è dettata dalla esigenze del controspionaggio statunitense? Tornato negli Stati Uniti, vivrà nell'ombra per molto tempo, ma troverà poi ad attenderlo il frutto prodotto dalle sue invettive radiofoniche.
L'azione è narrata da Campbell stesso, che sta producendo un memoriale per l'Istituto per la documentazione dei crimini di guerra, di Haifa. Il suo personaggio fu probabilmente ispirato dalle storie di William Joyce, propagandista radiofonico durante la seconda guerra mondiale, e di Ezra Pound, sebbene solo nei termini più generali.

## Accorgimenti letterari e riferimenti
Vonnegut si presenta come il curatore dell'edizione americana delle confessioni di Howard W. Campbell, Jr. È, quindi, Campbell stesso a dedicare il libro a Mata Hari:
e ad inserire una seconda dedica a testo completato:
Nelle "Avvertenze del curatore" Vonnegut dichiara che il titolo è tratto da un discorso di Mefistofele nel Faust di Goethe.
Nel capitolo "Il contenuto di un vecchio baule...", Vonnegut inserisce delle poesie in tedesco:
- la prima poesia presente nel testo è una descrizione serena di vita campestre;
- la seconda poesia descrive la storia come un grande compressore stradale. Molti uomini si sdraiano a terra gridando – A terra, a terra! La grande macchina è la storia! – ed aspettano che il compressore li schiacci. Campbell e la sua donna, invece, fuggono – ci lasciammo la storia alle spalle - e si salvano. Mentre tornano indietro, si domandano se non sarebbero dovuti restare e morire – Ma qualcosa di dentro ci disse di no! [...] E, mio Dio, quanto puzzavano i morti;
- la terza poesia è un epitaffio, che Campbell lascia scritta all'interno del coperchio del baule contenente tutti i suoi scritti.

Numerosi sono i richiami ai campi di sterminio, ad Auschwitz in particolare. Non mancano riferimenti ad opere letterarie classiche, come La lepre e la tartaruga di Fedro, o medievali, come san Giorgio e il drago.

## Influenza culturale
Sia l'autore che Kilgore Trout, altro personaggio ricorrente di Vonnegut, vengono citati nella serie Criminal Minds, in un dialogo tra Emily Prentiss e Derek Morgan all'inizio del sedicesimo episodio della seconda stagione, Note mortali. Nel dialogo vengono nominati i due libri Mattatoio n. 5 e Madre notte; di quest'ultimo viene citato il passo «noi siamo quel che facciamo finta di essere, sicché dobbiamo stare molto attenti a quel che facciamo finta di essere».

## Edizioni
- Kurt Vonnegut, Madre Notte, traduzione di Luigi Ballerini, Biblioteca Universale Rizzoli, Rizzoli, 1984,  p. 225, ISBN 88-17-13577-1.
- Kurt Vonnegut, Madre Notte, traduzione di Luigi Ballerini, collana Universale economica, Feltrinelli, 2007,  p. 206, ISBN 978-88-07-81956-8.
- Kurt Vonnegut, Madre Notte, collana Tascabili narrativa, traduzione di V. Mantovani, Milano, Bompiani, aprile 2021, ISBN 9788830103863.